# Jamaica International Cycling Classic
La Jamaica International Cycling Classic es una prueba jamaiquina de ciclismo profesional que forma parte del UCI America Tour. 
Se creó en 2022 en categoría nacional y ya en el 2024 formó parte del UCI America Tour dentro de la categoría 2.2.

## Palmarés
| Año  | Ganador           | Segundo          | Tercero                         |
| ---- | ----------------- | ---------------- | ------------------------------- |
| 2024 | Wilmar Paredes    | Walter Vargas    | Gabriel Mendez                  |
| 2025 | Sergio Luis Henao | John Borstelmann | Gregory Santiago Zapata Córdoba |

## Palmarés por países
| País     | Victorias |
| -------- | --------- |
| Colombia | 2         |